# S one strane raja
S one strane ili Smrt u engleskom raju (HTV 1) (eng. Beyond Paradise) je britanska dramska serija. Stvorio ju je Robert Thorogood kao spinoff serije Smrt u raju.
Serije se premijerno prikazuje na britanskoj televiziji BBC od 24. veljače 2023., dok u Hrvatskoj se premijerno prikazuje na kabelskim kanalima BBC First, od 8. lipnja 2023. i na Star Crimeu od 11. listopada 2023. Na javnoj televiziji HRT se prikazuje od 15. kolovoza 2024. na Prvom programu, pod nazivom "Smrt u engleskom raju".
Dana 26. travnja 2024. serija je obnovljena je za još jedan božični specijal i treću sezonu.

## Radnja
Humphrey Goodman i Martha Lloyd odlaze iz Londona u Shipton Abbott, Marthin rodni grad u blizini obale Devonshirea. U novom gradu Martha ispunjuje svoj san o vođenju vlastitog restorana, dok se Humphrey pridružuje lokalnim policijskim snagama, ali promjena testira njihov odnos.

## Pregled serije
U Hrvatskoj serija se premijerno prikazuje na kabelskom kanalu BBC First od 8. lipnja 2023. i na kanalu Star Crime od 11. listopada 2023. Druga sezona premijerno se prikazala na BBC First od 26. travnja 2024.
HRT je premijerno počeo s prikazivanjem serije pod nazivom "Smrt u englekom raju" od 15. kolovoza 2024. na Prvom progamu.
| Sezona | Sezona | Epizoda                | Prikazivanje u UK-u | Prikazivanje u UK-u | Hrvatsko prikazivanje | Hrvatsko prikazivanje | Hrvatsko prikazivanje | Hrvatsko prikazivanje | Hrvatsko prikazivanje             | Hrvatsko prikazivanje             |
| Sezona | Sezona | Epizoda                | BBC / Britbox       | BBC / Britbox       | BBC First             | BBC First             | Star Crime            | Star Crime            | HTV 1 / 2 (Smrt u engleskom raju) | HTV 1 / 2 (Smrt u engleskom raju) |
| Sezona | Sezona | Epizoda                | Premijera           | Finale              | Premijera             | Finale                | Premijera             | Finale                | Premijera                         | Finale                            |
| ------ | ------ | ---------------------- | ------------------- | ------------------- | --------------------- | --------------------- | --------------------- | --------------------- | --------------------------------- | --------------------------------- |
|        | 1.     | 6                      | 24. veljače 2023.   | 7. travnja 2023.    | 8. lipnja 2023.       | 13. srpnja 2023.      | 11. listopada 2023.   | 15. studenoga 2023.   | 15. kolovoza 2024.                | 26. kolovoza 2024.                |
|        | 2.     | Božični specijal 2023. | 24. prosinca 2023.  | 24. prosinca 2023.  | 1. siječnja 2024.     | 1. siječnja 2024.     | Još nije najavljeno   | Još nije najavljeno   | 22. prosinca 2024. (HTV 2)        | 22. prosinca 2024. (HTV 2)        |
| 6      | 2.     | 22. ožujka 2024.       | 26. travnja 2024.   | 26. travnja 2024.   | 31. svibnja 2024.     | 2. siječnja 2025.     | 6. veljače 2025.      | 27. kolovoza 2024.    | 4. rujna 2024.                    |                                   |
|        | 3.     | Božični specijal 2024. | 27. prosinca 2024.  | 27. prosinca 2024.  | 29. prosinca 2024.    | 29. prosinca 2024.    | Još nije najavljeno   | Još nije najavljeno   | Još nije najavljeno               | Još nije najavljeno               |
| 6      | 3.     | 28. ožujka 2025.       | 2. svibnja 2205.    | 11. travnja 2025.   | 16. svibnja 2025.     | Još nije najavljeno   | Još nije najavljeno   | Još nije najavljeno   | Još nije najavljeno               |                                   |

## Glumačka postava

### Glavni
- Kris Marshall kao DI Humphrey Goodman
- Sally Bretton kao Martha Lloyd, Humphreyjeva zaručnica
- Zahra Ahmadi kao DS Esther Williams
- Dylan Llewellyn kao PC Kelby Hartford
- Felicity Montagu kao Margo Martins
- Barbara Flynn kao Anne Lloyd, Martina majka

### Sporedni
- Jamie Bamber kao Archie Hughes, Marthin poslovni partner i bivši zaručnik
- Melina Sinadinou kao Zoe, Esterina kćer
- Chris Jenks kao Josh Woods, lopov Lucyin suprug
- Jade Harrison kao glavni nadzornik Charlotte (Charlie) Woods
- Eva Feiler kao Lucy, Woodsova supruga
- Peter Davison kao Peter / Richard Baxter, Annin spoj preko interneta
- Amalia Vitale kao Hannah Owen, udomiteljski radnik

### Crossover likovi izSmrt u raju
- Don Warrington kao Selwyn Patterson
- Élizabeth Bourgine kao Catherine Bordey
- Ralf Little kao DI Neville Parker
- Shantol Jackson kao DS Naomi Thomas
- Tahj Miles kao Marlon Pryce

## Produkcija
Radnja serije smještena je u fiktivnom gradu Shipton Abbott. Nakon razmatranja različitih lokacija, producenti su odlučili snimiti seriju u primorskom odmaralištu Looe, Cornwall. Neke scene snimljene su na Sveučilištu u Plymouthu.
Na kraju posljednje epizode prve sezone najavljena je obnova za drugu sezonu i posebnu božićnu epizodu. Snimanja spomenute su počela u sprnju 2023. Dana 26. travnja 2024. serija je obnovljena je za još jedan božični specijal i treću sezonu.

## Vanjske poveznice
- Službena stranica na bbc.co.uk
- Službena stranica na fox.tv
- S one strane raja u internetskoj bazi filmova IMDb-a